# 3-й Ходынский проезд
Тре́тий Ходы́нский прое́зд (до 15 апреля 2013 года — проекти́руемый прое́зд № 6338) — проезд в Северном административном округе города Москвы на территории Хорошёвского района.

## История
Проезд получил современное название 15 апреля 2013 года, до переименования назывался Проекти́руемый прое́зд № 6338.

## Расположение
3-й Ходынский проезд проходит от Ходынского бульвара на юго-запад до проезда Берёзовой Рощи и улицы Гризодубовой. По 3-му Ходынскому проезду не числится домовладений.

## Транспорт

### Наземный транспорт
По 3-му Ходынскому проезду не проходят маршруты наземного общественного транспорта. У юго-западного конца проезда, на улице Гризодубовой, расположена остановка «Проезд Берёзовой Рощи, 2» автобусов 175, 818.

### Метро
- Станция метро  ЦСКА Большой кольцевой линии — восточнее улицы, между улицей Авиаконструктора Микояна и Ходынским бульваром.